# Noisetterosor
Noisetterosor (Rosa Noisette-Gruppen) är en grupp av rosor i familjen rosväxter. Sorterna har sitt ursprung i hybrider mellan kinarosor (R. Chinensis-gruppen) och Moschatarosor (R. Moschata-gruppen). Motsvarar beteckningen Noisette i Modern Roses 11.
Till gruppen räknas också Tenoisetterosor.

## Sorter (urval)
- 'Aimée Vibert'
- 'Alister Stella Gray'
- 'Belle Vichysoises'
- 'Blush Noisette'
- 'Bouquet d'Or'
- 'Champney's Pink Cluster'
- 'Chromatella'
- 'Crépuscule'
- 'Duchesse de Grammont'
- 'Gloire de Dijon'
- 'Jaunes Deprez'
- 'Louise d'Arzens'
- 'Manetti'
- 'Maréchal Niel'
- 'Mme Alfred Carrière'
- 'Mme Bérard'
- 'Perle des Blanches'
- 'Rêve d'Or'
- 'William Allen Richardson'

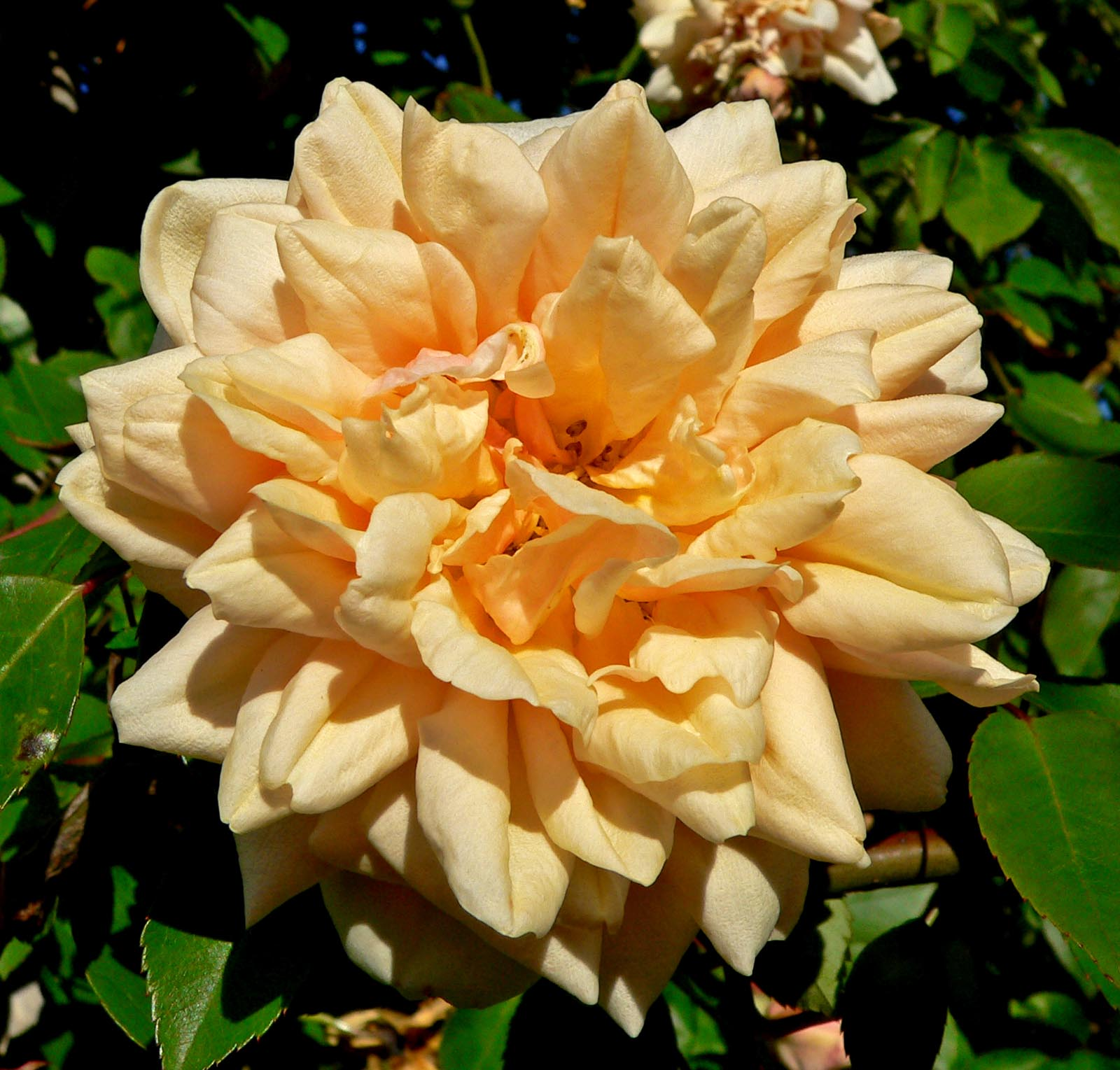
'Reve d'Or' (Ducher 1869)
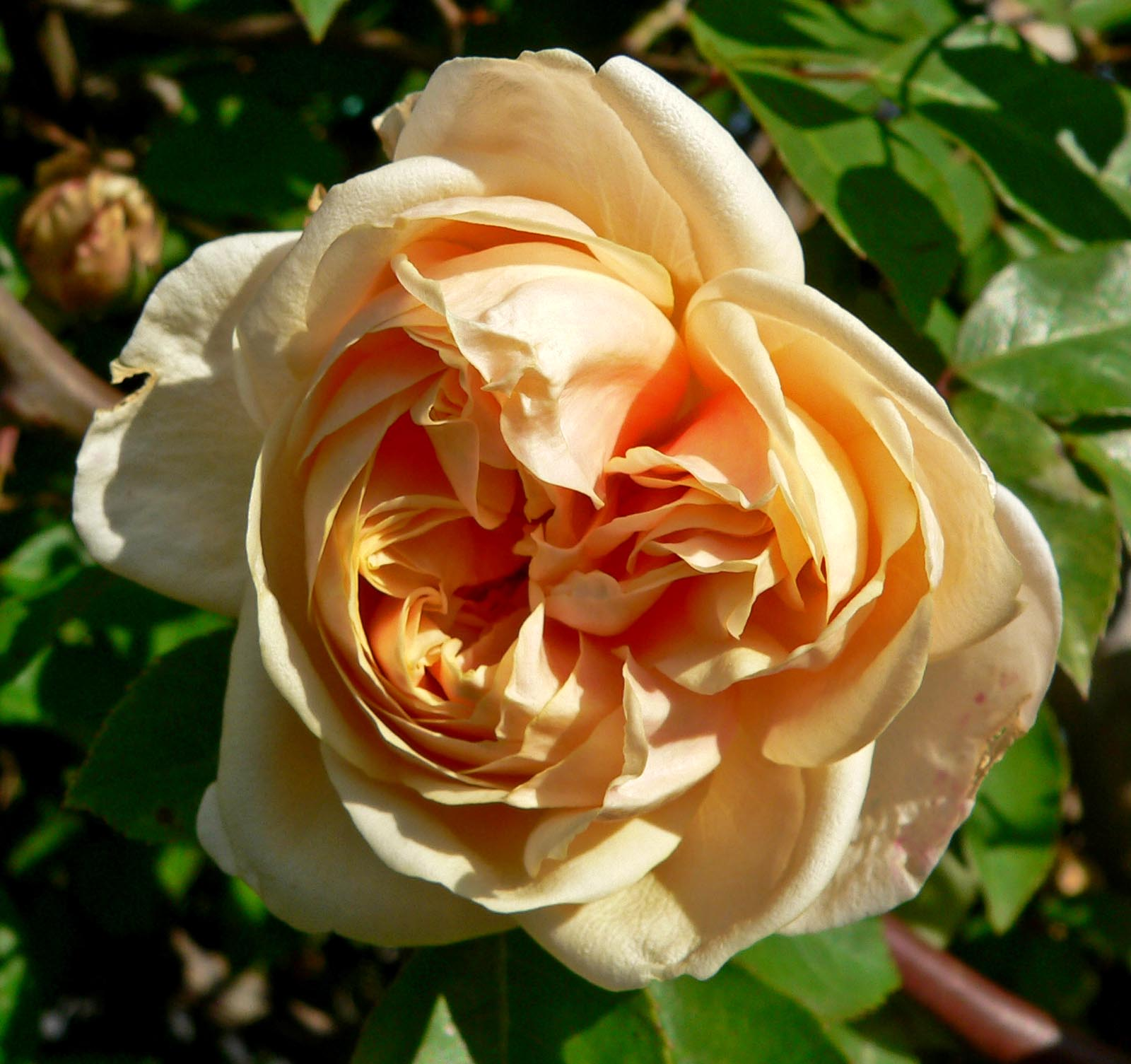
'Reve d'Or' (Ducher 1869)

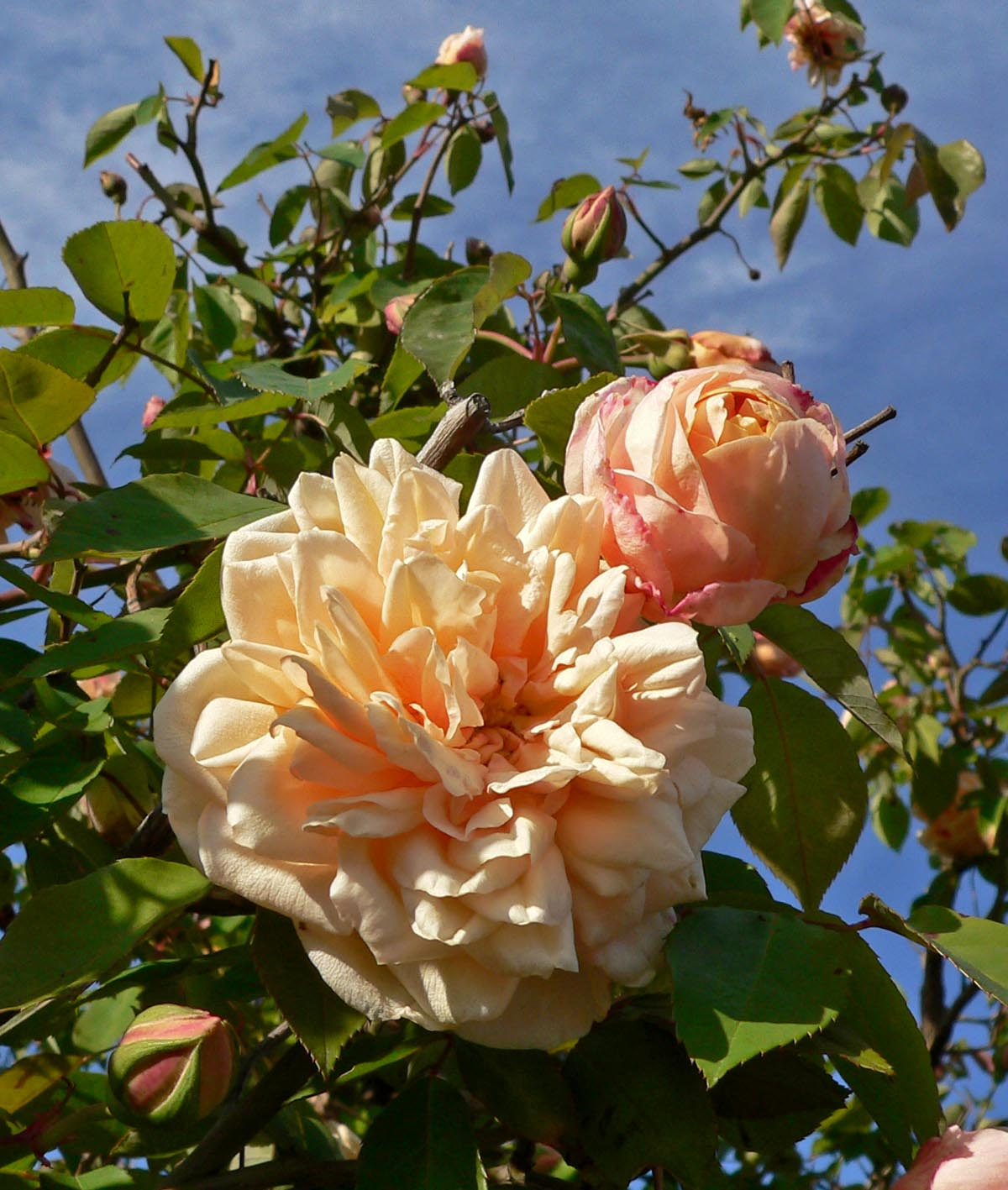
'Reve d'Or' (Ducher 1869)